# 울라다 하리코바
울라다 빅토리우나 하리코바(우크라이나어: Вла́да Ві́кторівна Харько́ва, 1996년 9월 29일~)는 우크라이나의 펜싱 선수로 주 종목은 에페이다. 2024년 하계 올림픽에 참가했으며 세계 선수권 대회에서 금메달 1개를 획득했다.